# Bhopal Tegnur, Gulbarga
Bhopal Tegnur là một làng thuộc tehsil Gulbarga, huyện Gulbarga, bang Karnataka, Ấn Độ.